# Малка Смолниця
Ма́лка Смо́лниця (болг. Малка Смолница) — село в Добрицькій області Болгарії. Входить до складу общини Добричка.

## Населення
За даними перепису населення 2011 року у селі проживали 128 осіб.
Національний склад населення села:
| Національність   | Кількість осіб | Відсоток |
| ---------------- | -------------- | -------- |
| болгари          | 99             | 81,1%    |
| турки            | 15             | 12,3%    |
| цигани           | 8              | 6,6%     |
| інша             | 0              | 0%       |
| не визначились   | 0              | 0%       |
| Всього відповіли | 122            |          |

Розподіл населення за віком у 2011 році:
Динаміка населення: